# Rječnik hrvatskoga jezika
Rječnik hrvatskoga jezika rječnik je hrvatskoga jezika tiskan 2000. godine kao jednosveščano izdanje nakladnika Leksikografskoga zavoda Miroslav Krleža i Školske knjige.
Glavni je urednik Rječnika Jure Šonje. U predgovoru se navodi da su 1992. nakladnici ugovorili izradbu Rječnika hrvatskoga jezika i postavili za urednike Dalibora Brozovića, Tomislava Ladana i Dragutina Raguža, no oni su se razišli u radu 1996., kad su imenovani Jure Šonje za glavnog urednika i Anuška Nakić za pomoćnicu glavnoga urednika. Uz njih je navedeno sedmero stručnih suradnika: Ana Diklić, Tatjana Dobričević, Barbara Marković, Ankica Šunjić, Nevenka Videk, Dijana Vlatković i Goranka Blagus, dok je Sanda Britvec bila zadužena za obradbu i unos podataka, a kao stručna tajnica radila je Dijana Vlatković.
Na projektu su kao suradnici radili: Zvonimir Baletić (ekonomija), Darko Bidjin (matematika, fizika, astronomija), Goranka Blagus (akcentuacija, čestice), Dalibor Brozović (akcentuacija), Vedran Batoš (informatika), Josip Bilić (religija, povijest umjetnosti), Jadranka Buljat (geografija), Vladimir Birek (šah), Ana Diklić (psihologija, filozofija, sociologija, književnost, stručne sintagme), Theodor Dürrigl (medicina), Tatjana Dobričević (film, prijedlozi), Hrvoje Gomerčić (veterina), Nella Lonza (pravo), Tonko Lonza (kazalište), Barbara Marković (etimologija, slova hrvatske abecede), Anuška Nakić (etimologija), Anita Peti-Stanić (zamjenice), Anton Simović (pomorstvo, brodarstvo), Franjo Šatović (agronomija), Velimir Šipoš (biologija), Aleksandar Šolc (kemija, graditeljstvo), Jure Šonje (opće riječi, stručne sintagme, historiografija), Ankica Šunjić (akcentuacija, vojno nazivlje), Stanislav Tuksar (muzikologija), Nevenka Videk (lingvistika, veznici), Dijana Vlatković (frazeologija, prijedlozi). Do 1996. sudjelovali su i: Jasna Bašić, Dalibor Brozović, Sanja Fabijanić, Darija Gabrić-Bagarić, Alma Hosu-Pezelj, Lana Hudeček, Neda Karlović-Blažeković, Marko Kovačević, Tomislav Ladan, Mirjana Mataija, Dragutin Raguž, Ljiljana Šarić i Nikola Živčić. Tiskanje Rječnika dovršeno je u listopadu 2000.
Sadrži 64.000 riječi, 3400 fraza, 3900 sintagmi, 11.000 glagola.